# Nonius (Pferd)
Der Nonius (ung. Nóniusz) ist die älteste ungarische Warmblutpferderasse, die nicht auf die einheimische ungarische Landrasse zurückgeht. Sie wurde 1816 durch den Anglo-Normänner Hengst Nonius im ungarischen Gestüt Mezöhegyes begründet.
Hintergrundinformationen zur Pferdebewertung und -zucht finden sich unter: Exterieur, Interieur und Pferdezucht.

## Exterieur
Das Exterieur des Nonius erinnert an ein typisches Kutschpferd. Der Nonius besitzt einen großen Ramskopf, einen langen muskulösen Hals, eine breite, tief angesetzte Brust und einen nur wenig aufgezogenen Unterbauch. Der Widerrist ist ausgeprägt und geht in einen langen, breiten Rücken mit schräger Kruppe über. Die Beine sind kräftig und zeichnen sich durch große Gelenke aus. Der Nonius misst 155 bis 165 cm Stockmaß. In den Fellfarben vertreten sind überwiegend Braune und Rappen mit leichtem Rotstich. Füchse sind selten. Weiße Abzeichen kommen ebenfalls selten und in sehr geringem Ausmaß vor.

## Interieur
Der Nonius zeichnet sich durch seine Zähigkeit und Robustheit aus. Trotz seiner Lebhaftigkeit hat der Nonius ein ausgeglichenes Temperament und ist sehr gutmütig und lernwillig. Er ist frühestens mit sechs Jahren ausgewachsen, erreicht dabei ein hohes Lebensalter und ist sehr fruchtbar.
Der Nonius ist sehr vielseitig einsetzbar, als Zugpferd in der Landwirtschaft, als Kutschpferd, als Zirkuspferd und darüber hinaus als Reitpferd.

## Zuchtgeschichte
Die Rasse ist nach dem Stammvater, dem Anglo-Normänner Rapphengst Nonius, benannt, der 1810 in Frankreich geboren wurde. Er soll im Département Calvados gezüchtet und im Hengstdepot Bec Hellouin im Département Eure aufgezogen worden sein. Sowohl sein Vater Orion als auch seine Mutter sollen einen englischen Vollblüter zum Vater gehabt haben. Über seinen Geburtsort und seine Abstammung existieren allerdings unterschiedliche Angaben, gesichert ist, dass er einen hohen Anteil an englischem Vollblut führte. Die österreichische Armee erbeutete Nonius 1815 nach der Niederlage Napoleons aus dem französischen Gestüt Rosières-aux-Salines und brachte ihn nach Wien. Von dort aus wurde er 1816 in das von Kaiser Joseph II. 1784 gegründete Staatsgestüt Mezöhegyes gebracht, wo er bis zu seinem Tod 1832 als Deckhengst eingesetzt wurde.
Der Hengst, dessen Attraktivität durch einen schweren Ramskopf mit tiefliegenden kleinen Augen geschmälert wurde, wurde mit ungarischen sowie türkischen, spanischen, arabischen und Lipizzaner-Stuten gepaart, woraus 15 Zuchthengste hervorgingen. Unter ihnen Nonius IV aus der spanischen Stute Gascon, auf ihn gehen alle heute lebenden Vertreter der Rasse zurück. Durch Inzucht und die durchschlagende Vererbung des Nonius entstand trotz der Unterschiedlichkeit der Stuten eine einheitliche Rasse. Um Inzuchtdepressionen vorzubeugen, wurde ab 1860 englisches Vollblut in die Zucht eingebracht, wodurch auch die kleineren Fehler im Exterieur des Stammvaters verschwanden und die Rasse insgesamt leichter wurde.
1861 wurde begonnen, zwei Typen der Rasse zu unterscheiden: Der schwere und größere Typus fand als Zugpferd in der Landwirtschaft Verwendung. Der leichte kleinere Typus wurde als Kutsch- und Reitpferd eingesetzt. Der leichtere Typ kommt heute auch als Sportpferd zum Einsatz. Bei Nissen liest man allerdings, dass es sich bei der Einteilung der Rasse in zwei Schläge, wie an allen Stellen behauptet, um ein Missverständnis handelt, dass nur die Stutenherde in Mezöhegyes nach der Größe und auch nicht nach der Abstammung aufgeteilt worden sei.
Bereits ab 1885 wurde die Nonius-Zucht nicht mehr nur in Mezöhegyes, sondern auch in Hortobágy betrieben. Seit 1948 entwickelte sich hier eine ebenfalls bedeutende Nonius-Zucht. Dadurch entstanden zwei Typen: in Mezöhegyes ein größerer meist schwarzer Typ, in Hortobágy ein kleinerer meist brauner Typ. Heute stehen in Mezohegyes 40 und in Hortobágy 60 Stuten. Insgesamt leben etwa 450 Stuten und 80 Hengste der Rasse Nonius in Ungarn. Auch in Rumänien und Serbien-Montenegro gibt es ungarischstämmige Nonius-Bestände mit kleiner Anzahl.
Die erste internationale Auszeichnung erhielt die Rasse Nonius in Form der Gold-Medaille der Pariser Weltausstellung 1900 mit dem Titel Das ideale Pferd. Nach dem Zweiten Weltkrieg entstand Bedarf an einem Sportpferd. Durch Kreuzung der Nonius-Rasse mit westeuropäischen Sportpferden, insbesondere Holsteinern, wurde die Rasse Ungarisches Sportpferd begründet.